# Мосты (Удомельский район)
Мосты — деревня в Удомельском городском округе Тверской области.

## География
Деревня находится в северной части Тверской области на расстоянии приблизительно 11 км на север-северо-запад по прямой от железнодорожного вокзала города Удомля на левом, западном высоком берегу речки Съежа.

## История
Деревня была известна с 1478 года. В 1859 году была владением помещиков Давыдовых. Здесь было учтено дворов (хозяйств) 28 (1859 год), 50 (1886), 39 (1911), 27 (1958), 33 (1986), 23 (2000). В советский период истории здесь действовали колхозы «Ленинская искра», им. Калинина и «Знамя Труда». До 2015 года входила в состав Порожкинского сельского поселения до упразднения последнего. С 2015 года в составе Удомельского городского округа.

## Население
Численность населения: 210 человек (1859 год), 227 (1886), 213 (1911), 88 (1958), 68 (1986), 53 (русские 94%) в 2002 году, 32 в 2010.